# Корган (Казахстан)
Корга́н (каз. Қорған) — село у складі Толебійського району Туркестанської області Казахстану. Входить до складу Алатауського сільського округу.
До 1992 року село називалось Донгустау.
Населення — 632 особи (2021; 499 у 2009, 432 у 1999, 305 у 1989).